# Musica delle sfere

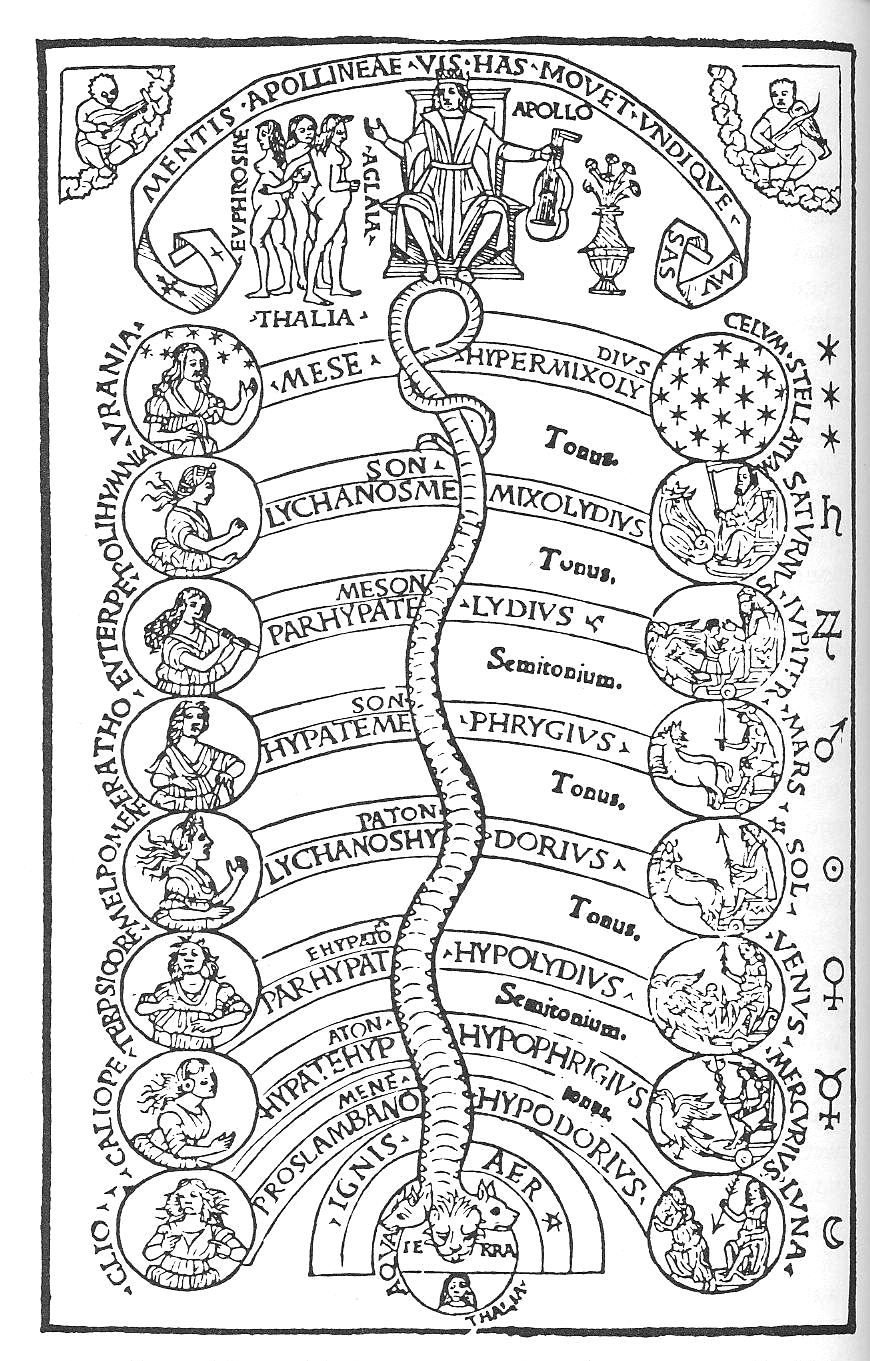
Incisione di Franchino Gaffurio (Practica musice, 1496) che raffigura Apollo, le Muse, le sfere planetarie e i rapporti musicali.

La musica o armonia delle sfere, detta anche musica universale, è un antico concetto filosofico che considerava l'universo come un enorme sistema di proporzioni numeriche. I movimenti dei corpi celesti (Sole, Luna e pianeti), ritenuti collocati su sfere ruotanti, avrebbero prodotto una sorta di musica, udibile solo dall'orecchio dei veggenti, e consistente in formule armonico-matematiche.
La teoria della musica delle sfere ebbe origine nell'antichità e continuò a essere seguita almeno fino al XVII secolo, suscitando l'interesse di filosofi, musicologi e musicisti.

## Storia
La musica delle sfere incorpora il principio metafisico secondo il quale le relazioni matematiche esprimono non solo rapporti quantitativi, ma anche qualità che si manifestano in numeri, forme e suoni, tutto connesso in un enorme modello di proporzioni.

### Antichità
Pitagora, per primo, capì che l'altezza di una nota è inversamente proporzionale alla lunghezza della corda che la produce, e che gli intervalli fra le frequenze sonore sono semplici rapporti numerici.
Secondo Pitagora, il Sole, la Luna e i pianeti del sistema solare, per effetto dei loro movimenti di rotazione e rivoluzione, produrrebbero un suono continuo, impercettibile dall'orecchio umano, formando tutti insieme un'armonia. Di conseguenza, la qualità della vita sulla Terra sarebbe influenzata da questi suoni celesti.
Nel mondo greco il cosmo era paragonato a una scala musicale, nella quale i suoni più acuti erano assegnati a Saturno e alle stelle fisse. Il Sole era indispensabile per la realizzazione dell'armonia in quanto, secondo i greci, corrispondeva alla nota centrale che congiunge due tetracordi.
Per Filolao, matematico e astronomo pitagorico, il mondo è armonia e numero, e tutto è ordinato secondo proporzioni che corrispondono ai tre intervalli fondamentali della musica: 2:1 (ottava), 3:2 (quinta) e 4:3 (quarta).
In seguito, Platone descrisse l'astronomia e la musica come studi gemellati per le percezioni sensoriali: astronomia per gli occhi, musica per le orecchie, ma entrambe riguardanti proporzioni numeriche. Egli, inoltre, appoggiò l'idea di una musica delle sfere nel dialogo La Repubblica, nel quale descriveva un sistema di otto cerchi, ovvero orbite, per i corpi celesti: stelle fisse, Saturno, Giove, Marte, Mercurio, Venere, Sole e Luna, che si distinguono in base alle loro distanze, al colore, e alle velocità di rivoluzione.
La visione di un universo strutturato in cerchi concentrici, aventi come centro la Terra, era del resto comune a tutta l'antichità: si trattava di sfere intese come ambiti di pertinenza, ognuna delle quali contenente un pianeta che esse trascinavano con sé, muovendosi in maniera circolare. Era questo loro movimento a generare il suono, come affermava anche Cicerone:
(Cicerone, Somnium Scipionis, libro VI del De re publica, cap. 18)
Più tardi i filosofi, fra i quali Tolomeo, mantennero la stretta correlazione fra astronomia, ottica, musica e astrologia, come pure i sistemi gnostici basati sull'ogdoade, cioè su strutture planetarie formate da sette sfere o livelli attraverso cui deve procedere l'evoluzione cosmica.
Nel IX secolo, l'astronomo arabo al-Kindi sviluppò le idee di Tolomeo nel suo De Aspectibus, che associa anch'esso astronomia e musica.

### Medioevo

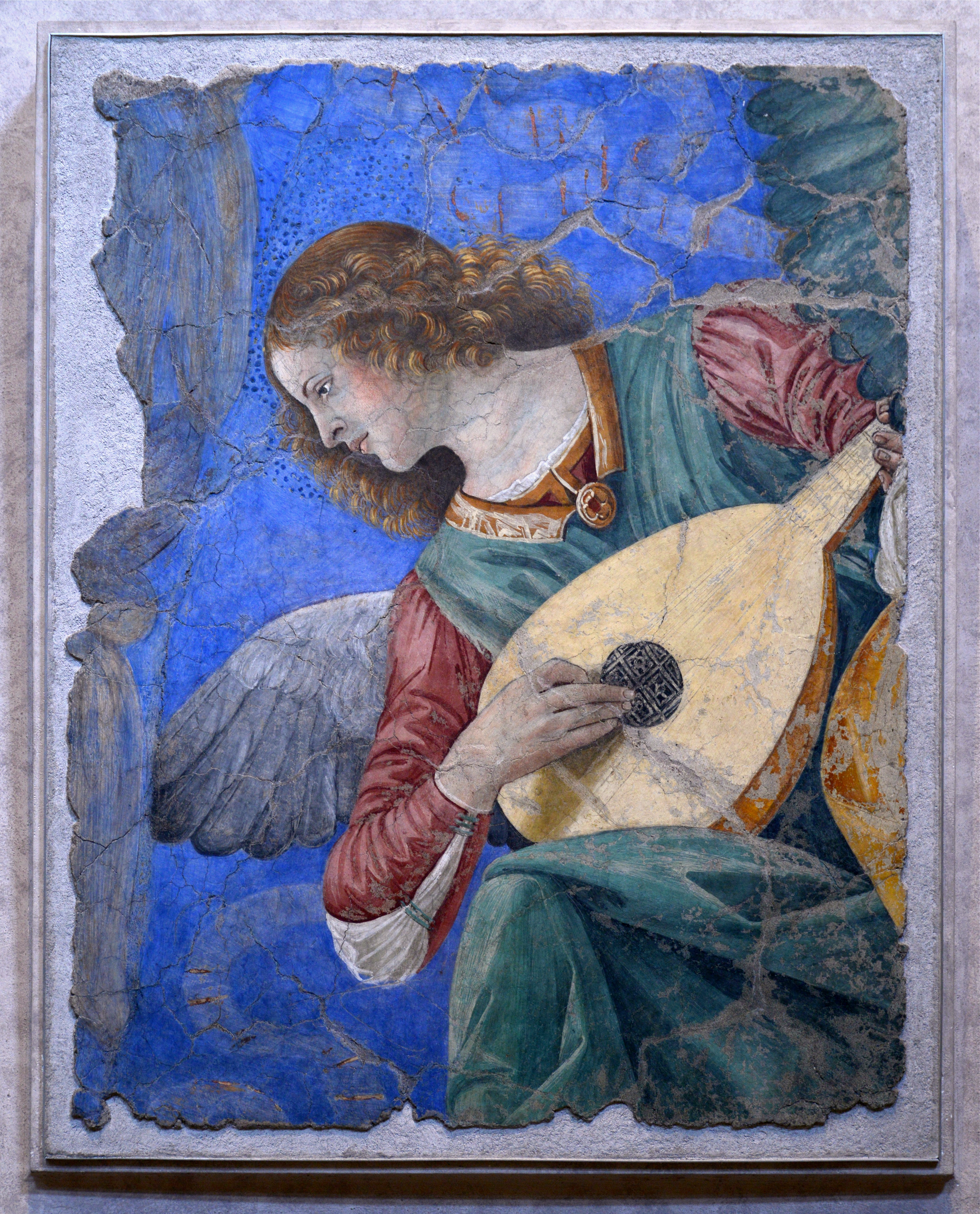
Angelo musicante, affresco di Melozzo da Forlì (1480), Musei Vaticani.

L'antica concezione cosmologica della musica delle sfere passò nel Cristianesimo, dal quale venne ulteriormente meditata e approfondita, costituendo la base di numerose raffigurazioni di angeli musicanti, suddivisi in cori angelici gerarchicamente ordinati, identificati con le orbite celesti di astri e pianeti: nella musica delle sfere si udiva cantare cioè il coro degli angeli, che accompagnava gli eventi principali che avvenivano in Cielo, quali la Trinità, l'Ascensione, l'Incoronazione di Maria.
Già Agostino d'Ippona, nel De Musica e nelle Confessioni, vedeva nei suoni il riflesso di un'armonia primordiale dell'anima. Furono poi soprattutto Macrobio e Boezio a fare da tramite fra il pensiero pitagorico, basato sul simbolismo dei numeri, e la nuova teologia cristiana. La Via Lattea, intersecando lo Zodiaco, forniva per Macrobio il «latte», ossia il nutrimento alle anime dimoranti nei cieli, in attesa di incarnarsi. Tutto l'universo è per lui fondato su rapporti numerici, nei quali si riflette il progetto creativo di Dio, esprimibili secondo accordi musicali basati sulla tetraktys pitagorica.
Boezio, ponendo le basi del quadrivium scolastico, ossia il complesso delle materie scientifiche che verranno insegnate nelle scholae medievali (aritmetica, musica, geometria e astrologia), spiegava l'ordine del cosmo secondo la rinuncia da parte dei quattro elementi agli aspetti discordanti. Egli introdusse inoltre nel De Institutione musicae una distinzione fondamentale, destinata ad avere grande fortuna nel Medioevo, tra musica mundana, propria delle sfere celesti, musica humana, quale si riflette nell'interiorità umana, e musica instrumentalis, fatta dagli uomini a imitazione di quelle.
Dante allude in più occasioni all'armonia delle sfere, in particolare nel primo canto del Paradiso della Divina Commedia, quando si rivolge all'Amore che governa le Sfere dei Cieli, il cui movimento rotatorio, reso eterno dal desiderio che esso accende in loro, desta la sua attenzione («mi fece atteso»):
desiderato, a sé mi fece atteso,

con l'armonia che temperi e discerni,

parvemi tanto, allor, del cielo acceso

de la fiamma del sol, che pioggia o fiume

lago non fece mai tanto disteso.»
(Dante, Paradiso, I, 76-81)

### Dal Rinascimento all'età moderna

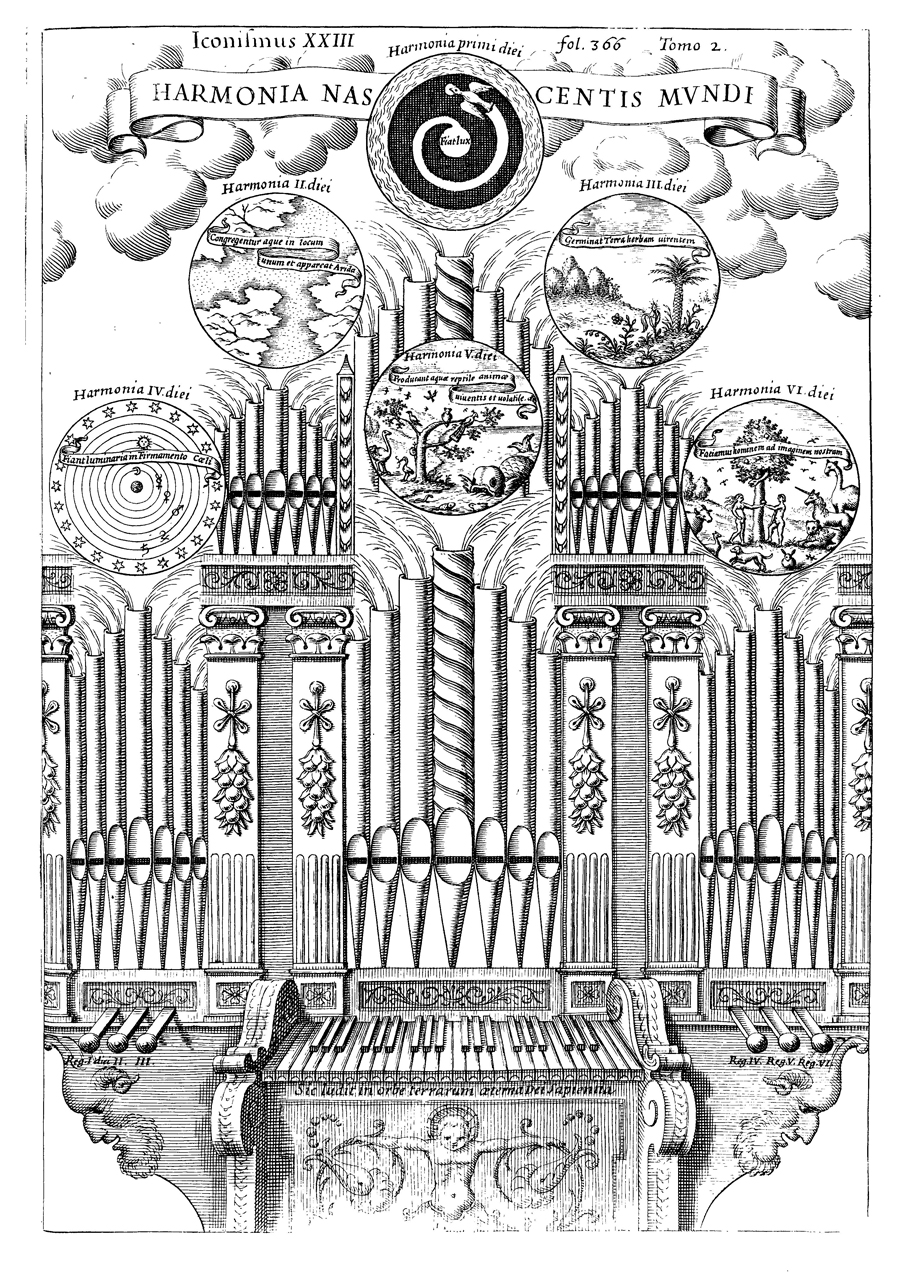
L'armonica nascita del mondo rappresentata da un organo cosmico, in Musurgia Universalis di Athanasius Kircher (1650).

Nel Rinascimento, a fianco della teoria pitagorica si sviluppò la visione magico-ermetica dell'armonia, espressa dalla concezione del monocordo di Robert Fludd, nel quale le sfere dei quattro elementi, dei pianeti e degli angeli sono disposte verticalmente sul monocordo, accordato dalla mano divina. Dio, dunque, è architetto e musicista supremo del creato. Un modello analogo era stato delineato da Franchino Gaffurio, il quale aveva collocato i pianeti attorno a un'ideale corda musicale, secondo una scala eseguita dalle nove Muse, accompagnata dalle tre Grazie e diretta da Apollo.
Giovanni Keplero, nel XVII secolo, influenzato dagli argomenti di Tolomeo, scrisse il libro Harmonices Mundi, nel quale vengono descritte le consonanze fra percezioni ottiche, forme geometriche, musica e armonie planetarie. Secondo Keplero, il punto d'incontro fra geometria, cosmologia, astrologia e musica è rappresentato dalla musica delle sfere. Keplero, però, superò il modello statico delle sfere di concezione copernicana in favore di un modello dinamico, trasformando le orbite da circolari a ellittiche, che i pianeti percorrono a velocità variabili (seconda legge di Keplero). Inoltre, Keplero attribuì a ogni pianeta non un singolo suono, ma un intervallo di suoni, in cui la nota più grave corrispondeva alla velocità minima che il pianeta teneva durante la rivoluzione (in corrispondenza dell'afelio), e quella più acuta alla velocità massima, raggiunta nel perielio.
L'argomento fu affrontato anche dal gesuita Athanasius Kircher nel Musurgia Universalis. Baruch Spinoza, nella sua Etica dimostrata secondo il metodo geometrico, criticò invece tale concetto filosofico, indicandolo come idea priva di fondamento scientifico, frutto dell'immaginazione umana: «[...] la follia degli umani è arrivata al punto di credere che dell'armonia si diletti anche Dio; e nemmeno mancano filosofi profondamente convinti che i movimenti dei corpi celesti producano un'armonia».

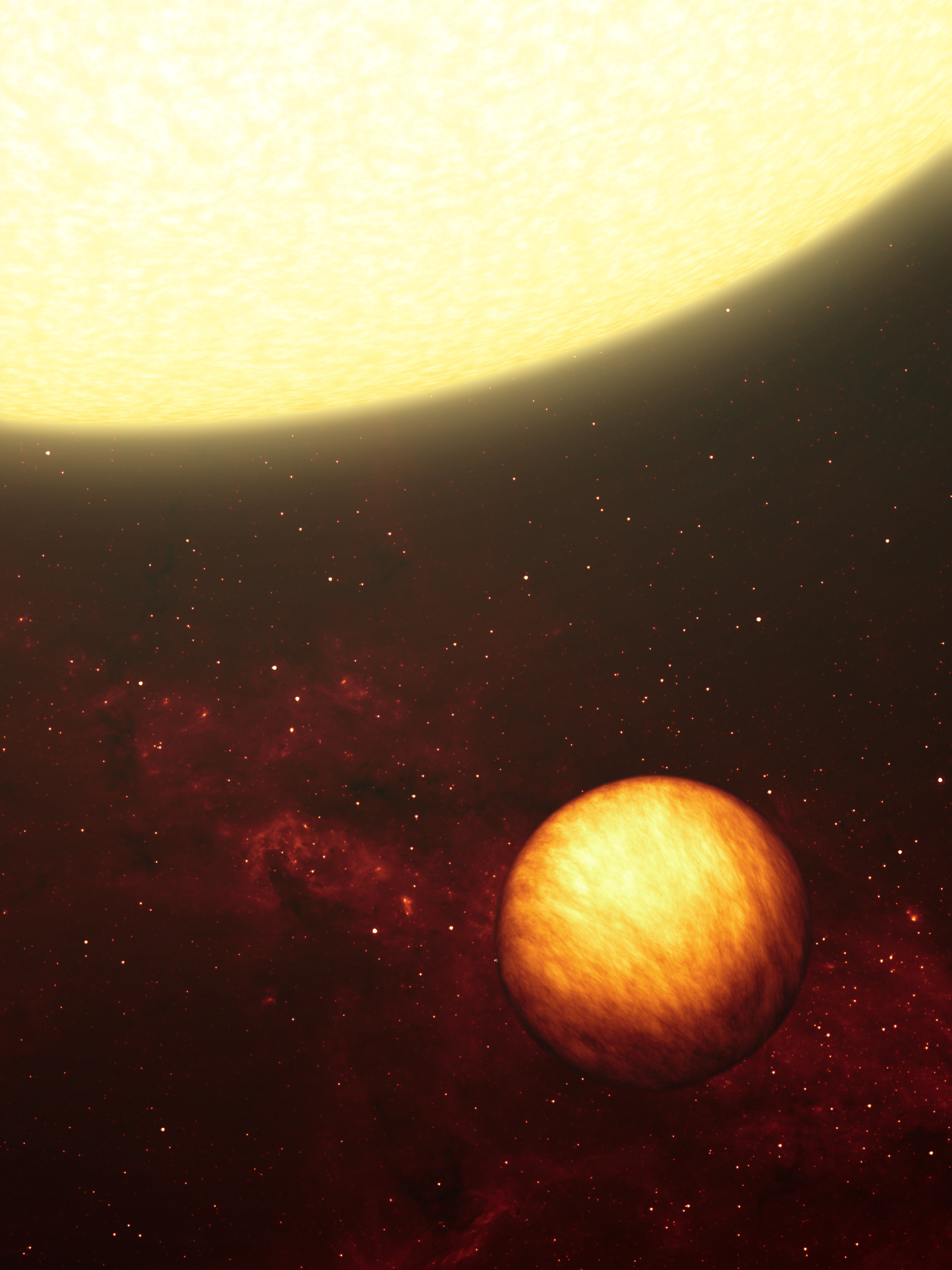
Il Sole e i corpi celesti.

L'immagine ritorna in Goethe, che nel Faust apre il Prologo in Cielo con le parole dell'arcangelo Raffaele, intento a contemplare la «melodica» armonia vigente tra il Sole e i corpi celesti:
in Brudersphären Wettgesang,

und ihre vorgeschriebne Reise

vollendet sie mit Donnergang.»
a gara con gli astri fratelli,

percorre il corso prescritto

il Sole con passo di tuono.»
(Goethe, Faust, primi quattro versi del Prologo in Cielo)

Nel primo Novecento, nell'ambito delle concezioni esoteriche elaborate dalla scuola antroposofica, l'esoterista Rudolf Steiner sosteneva l'esigenza di recuperare la capacità sovrasensibile, propria dei pitagorici e di epoche ancora più remote dell'umanità, di percepire la musica delle sfere. Solo inconsciamente, durante il sonno, l'uomo riuscirebbe ad attingere dal mondo astrale e spirituale quell'armonia che gli consente di fornire un sostegno alla sua anima razionale, e ricomporne gli aspetti dissonanti. Tale armonia celeste secondo Steiner, diffusa attraverso gli spazi cosmici per mezzo del cosiddetto «etere-chimico», ha effetto principalmente sul ritmo della respirazione.
(Rudolf Steiner, L'essenza della musica, conferenza di Colonia del 3 dicembre 1906)
 Steiner si propose di ricreare nel microcosmo umano l'armonia stellare attraverso l'arte da lui stesso fondata, denominata euritmia, dell'equilibrio tra parole, gesti e movimenti.